# Bogatyr

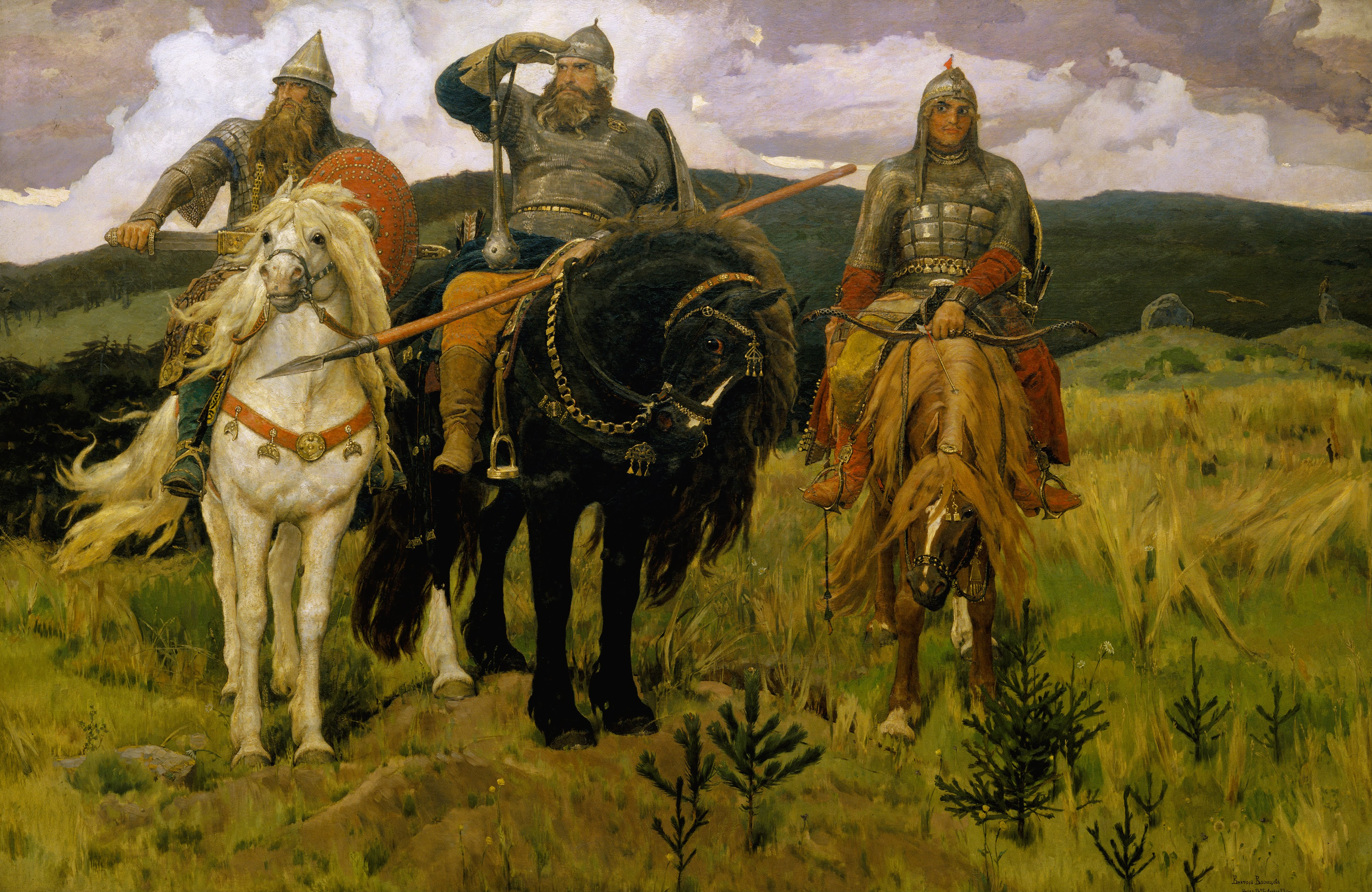
Viktor Vasnetsov Tre bogatyrer (1898)

Bogatyr (ryska: богатырь) är en hjälte i de ryska folksångerna, sagorna och sägnerna, bland annat bylinorna. Bogatyr är inte en specifik person utan en karaktärstyp, ibland en rent symbolisk eller mytologisk karaktär och ibland i gestalt av en historisk person.
Bogatyr är utrustad med utomordentlig kroppsstyrka, tapperhet, djärvhet och även med höga moraliska egenskaper. Hans bragder utförs vanligen av ett patriotiskt eller religiöst syfte.